# Waldemar Nowakowski
Waldemar Nowakowski (Przemysław; 13 de Janeiro de 1950 — ) é um político da Polónia. Ele foi eleito para a Sejm em 25 de Setembro de 2005 com 4170 votos em 5 no distrito de Toruń, candidato pelas listas do partido Samoobrona Rzeczpospolitej Polskiej.